# Astaena ohausi
Astaena ohausi är en skalbaggsart som beskrevs av Moser 1921. Astaena ohausi ingår i släktet Astaena och familjen Melolonthidae. Inga underarter finns listade.